# 오텀 리저
오텀 리서(Autumn Reeser, 영어 발음: /ˈriːsər/, 1980년 9월 21일 ~ )는 미국의 배우이다.